# 佳能PowerShot A95

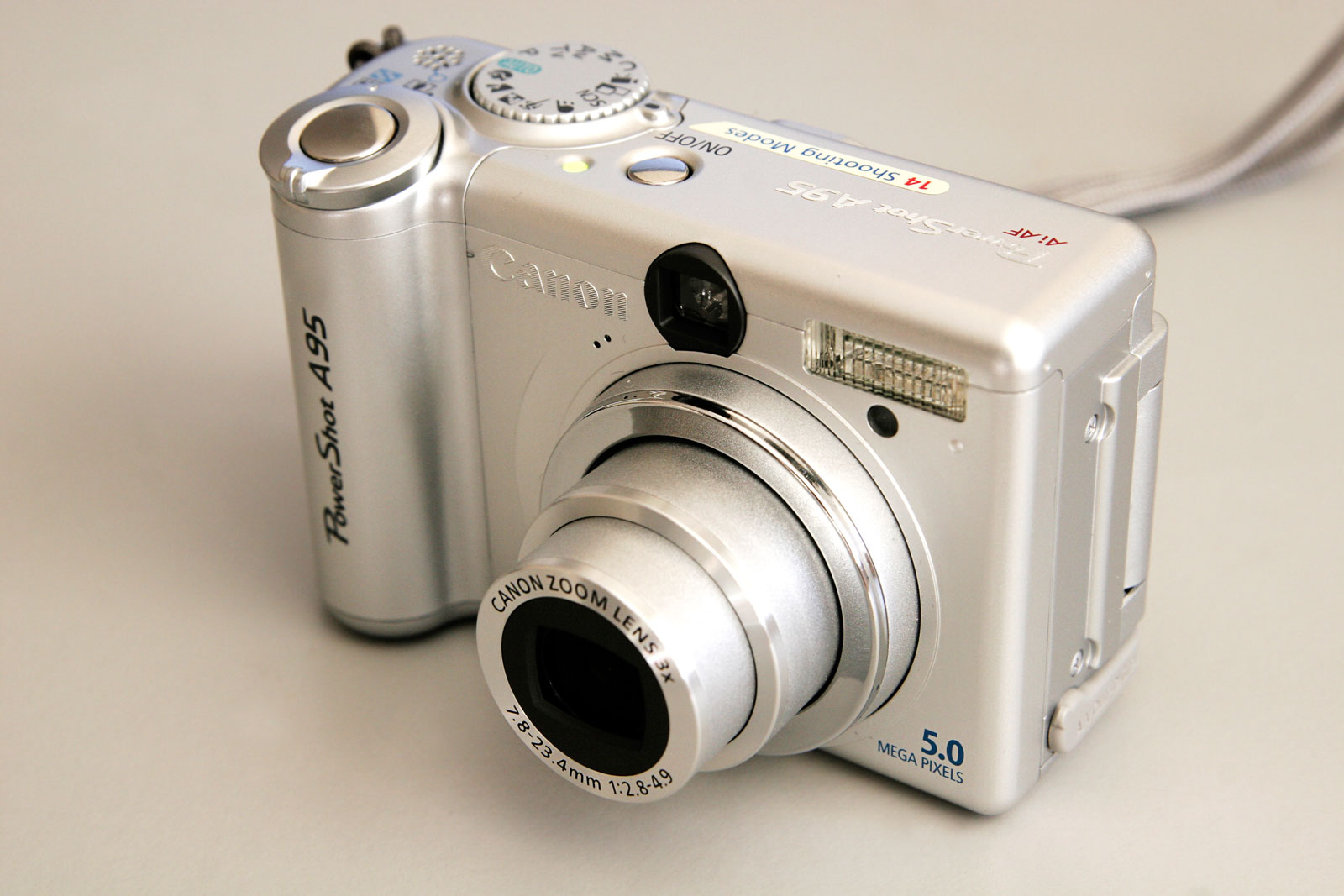
一台 Canon PowerShot A95

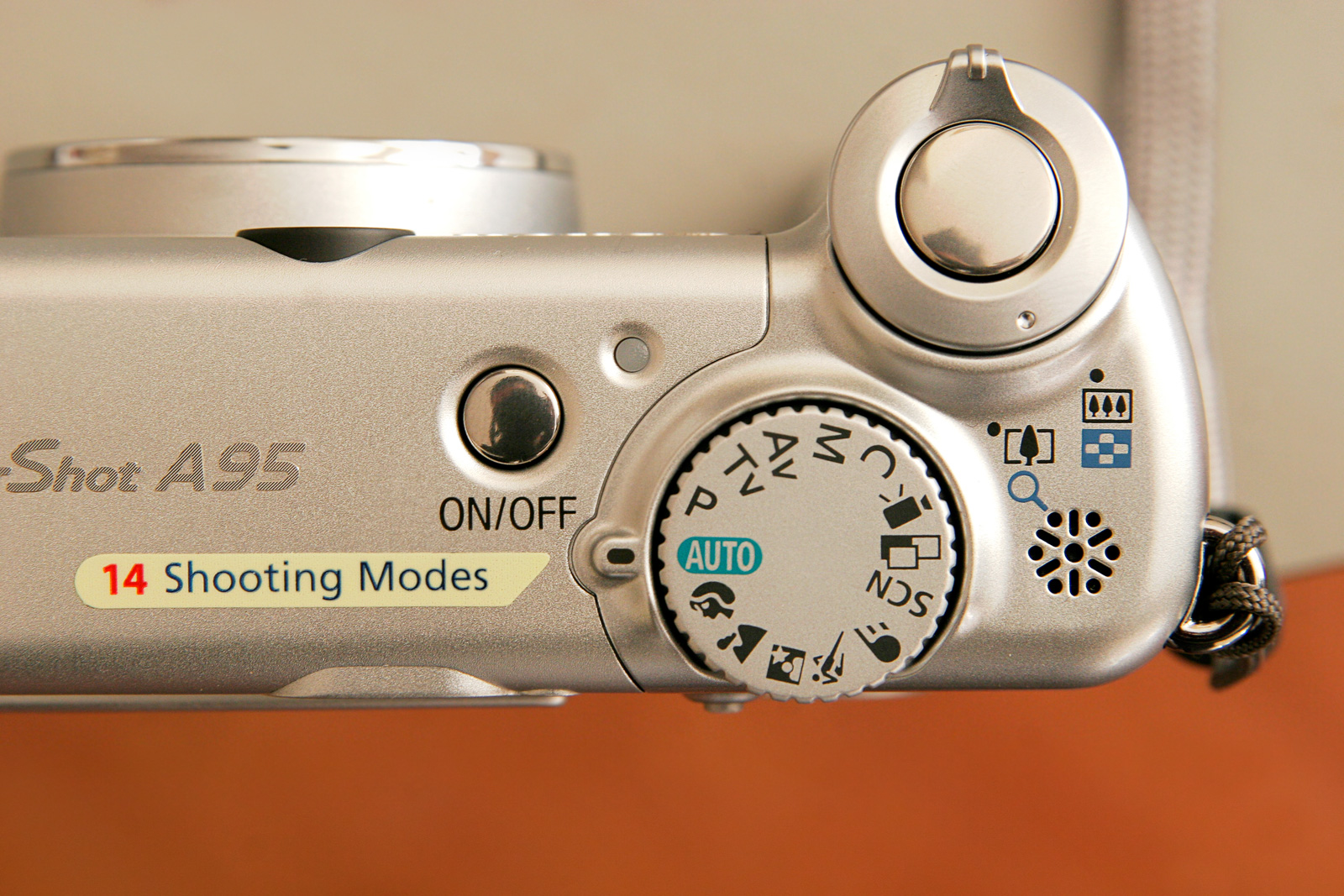
提供多种拍摄模式

佳能 PowerShot A95是一款佳能相机，于2004年9月推出。
A95可以视作Canon PowerShot A80的升级版本。
现在已经被新一代的PowerShot A6x0系列所取代，如Canon PowerShot A610、Canon PowerShot A620。

## 参数
- 五百万有效象素
- 3倍光学变焦
- 1/1.8寸CCD
- 9点智能对焦
- 部分金属机身
- 有声短片记录（MJPEG编码与raw音频）
- 使用CF卡作为存储介质
- 使用DIGIC数字处理芯片
- 使用4节AA电池

## 图片展览

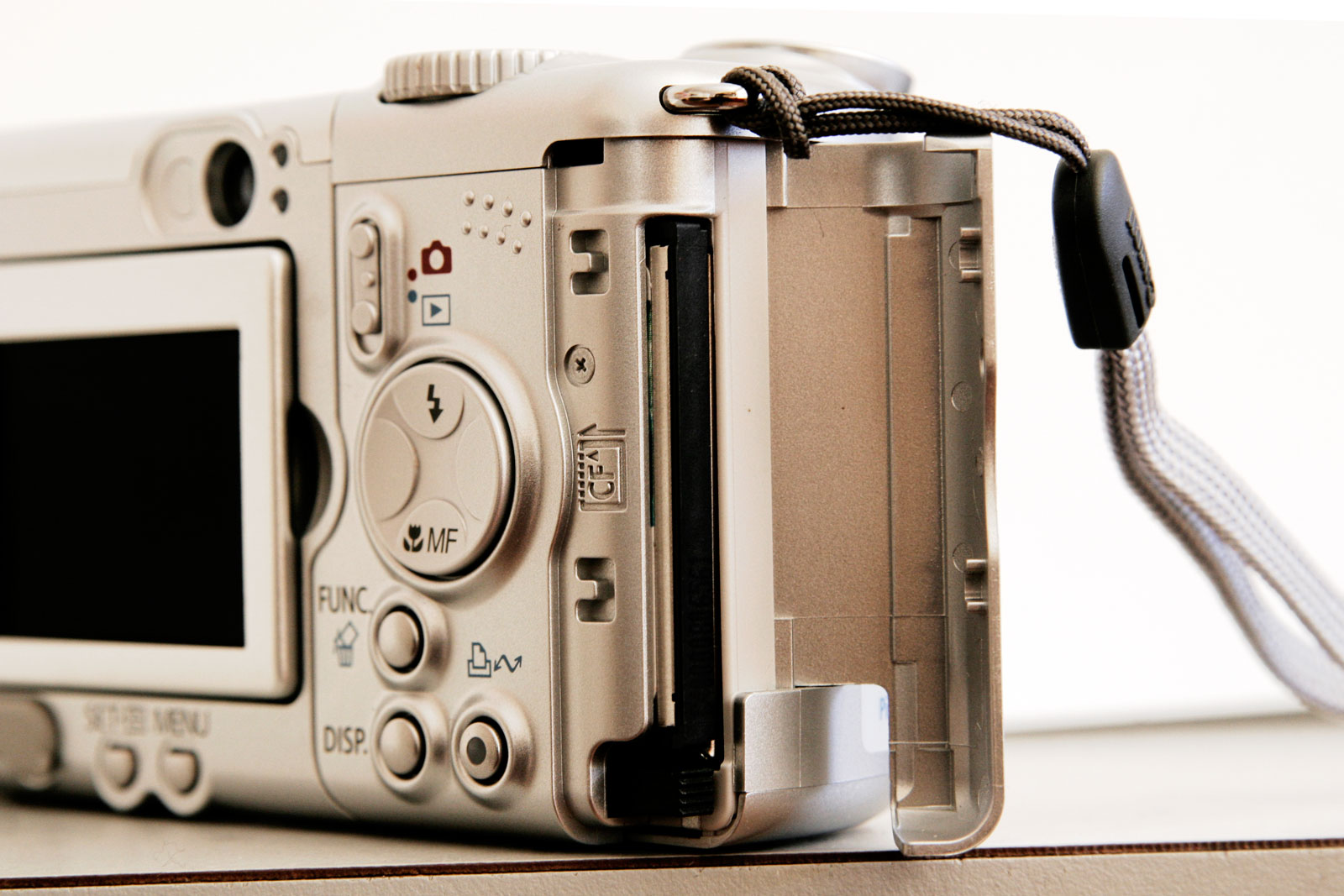
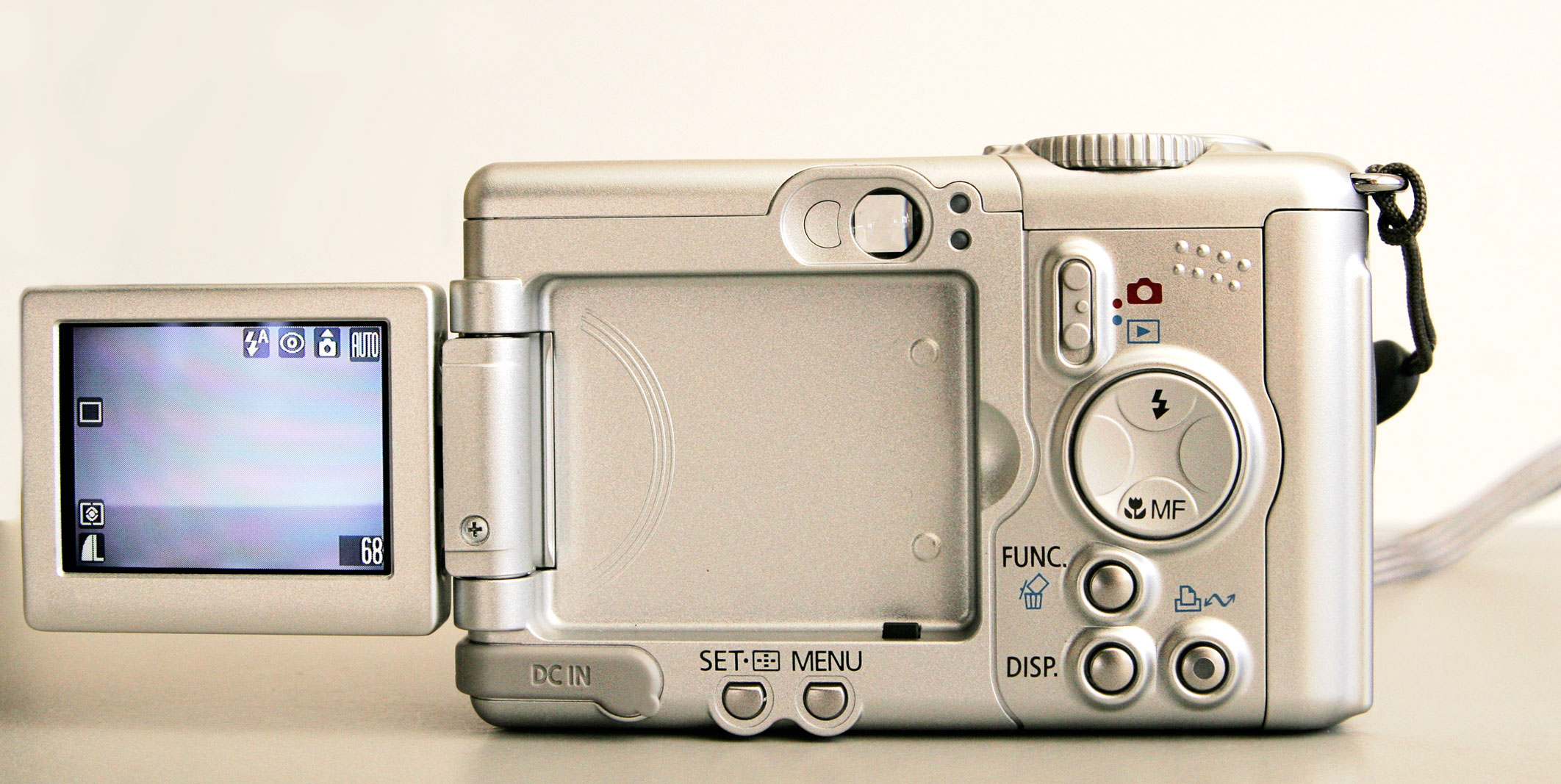
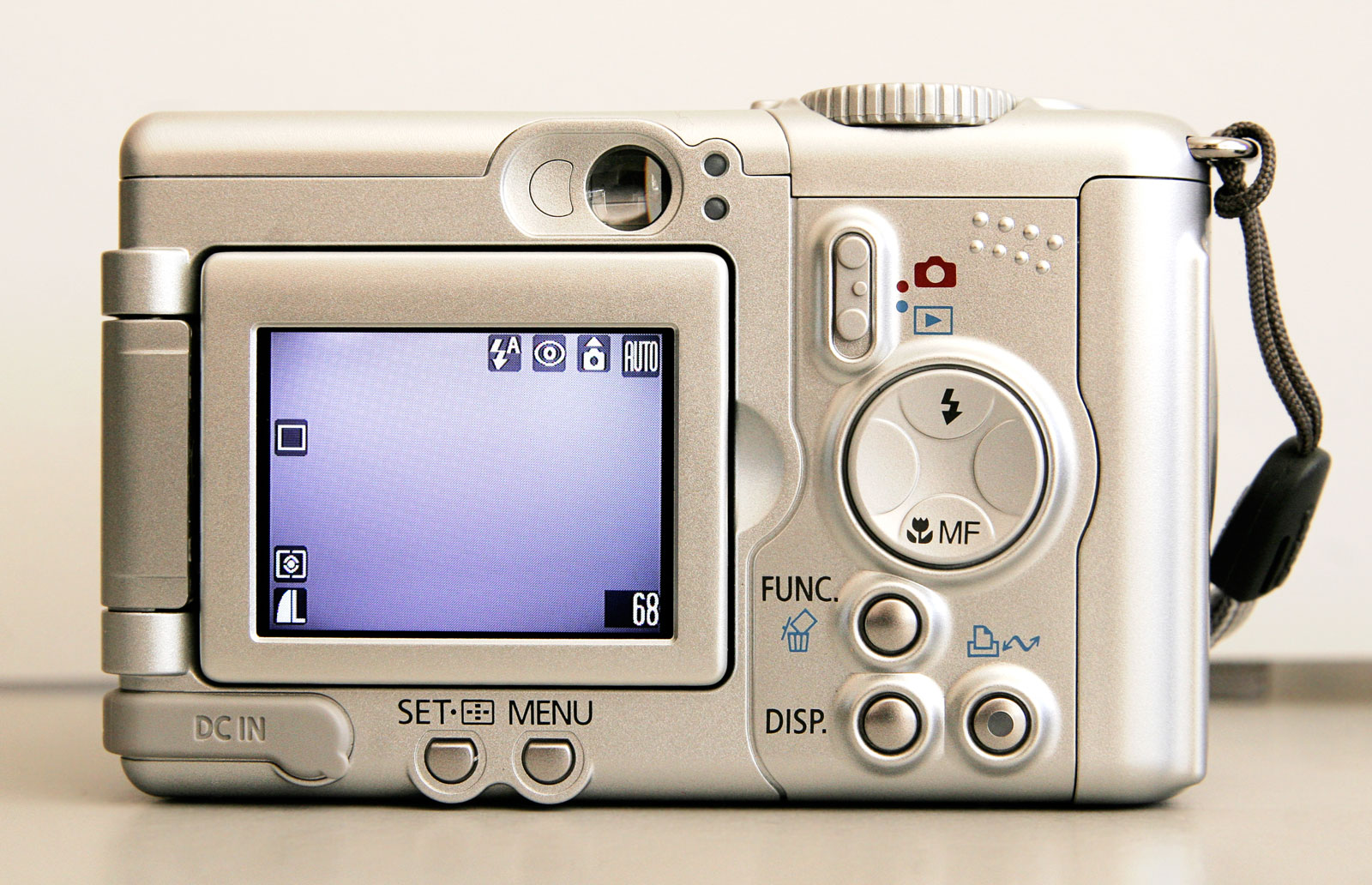
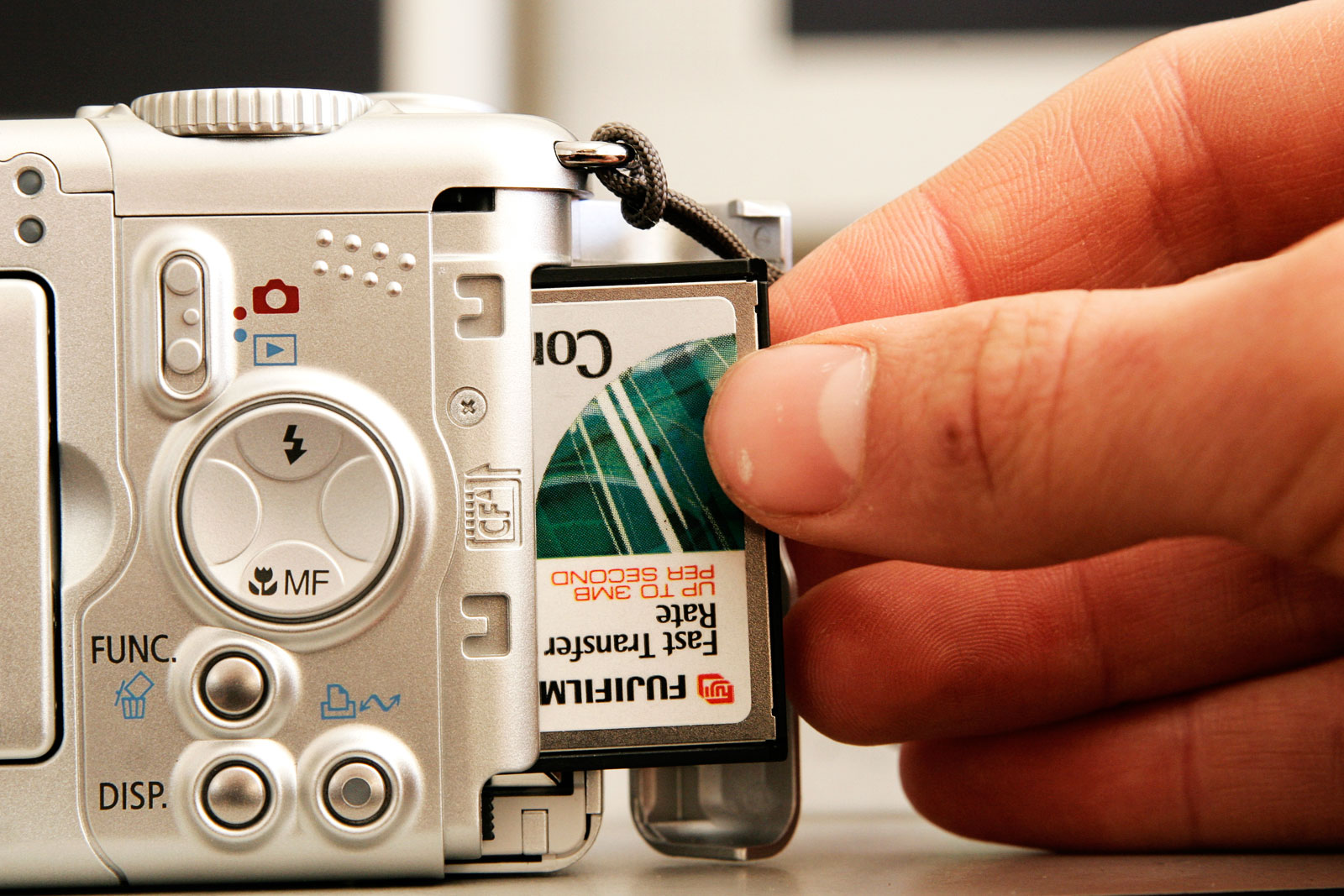